# تمیز کردن کفپوش
تمیز کردن کفپوش یکی از شغلهای متداول در سرتاسر دنیا می باشد و کار اصلی اکثر پاک کننده ها تمیز کردن کفپوش است.

## دلایل تمیز کردن کفپوش ها
- برای جلوگیری از صدمات ناشی از سُر خوردن و یا افتادن افراد. صدمات ناشی از سر خوردن و افتادن در سطوح هموار علت عمده صدمات تصادفی و حتی مرگ می باشد. همچنین بد تمیز کردن کف نیز خود عامل اصلی این اتفاقات است.
- برای زیباتر کردن کفپوش
- برای از بین بردن کثیفی، آشغال، لکه ها و مواد زائد چسبیده به کف
- برای از بین بردن ماسه و شن و سنگ ریزه که باعث خراشیدن و پوشاندن سطح می شوند
- برای حذف موادی که باعث آلرژی می شوند، به خصوص گرد و غبار
- برای جلوگیری از ساییدگی سطح (به عنوان مثال تمیز کردن با استفاده از موم کف یا درزگیر محافظ)
- برای بهداشت محیط (مثلاً در آشپزخانه)
- برای حفظ کشش مطلوب (به عنوان مثال برای سطوح مخصوص رقص)

## روشهای تمیز کردن کف
- روشهای مناسب برای تمیز کردن انواع مختلف کف می تواند بسیار متفاوت از هم باشد.
- در مورد تمیز کردن بوسیله آب و یا مایعات دیگر، سُر خوردن روی سطح یک خطر ایمنی متداول است، به خصوص اگر سطح، خیس بماند.
- در بعضی از مکان ها به جای تلاش برای جلوگیری از ریختن مایعات روی کفپوش، برای جذب مایعات ریخته شده از خاک اره چوب استفاده می شود. خاک اره هر روز جارو شده و جایگزین می شود. این راه حل در گذشته در میخانه ها متداول بوده و هنوز هم در برخی از قصاب خانه ها و ماهی فروشی ها بکار می رود.
- برای جمع آوری خاک از فرش و از بین بردن بوی نا مطبوع استفاده از برگهای چای رایج بوده است.
- همچنین انواع مختلفی از دستگاه های نظافت کفپوش ها وجود دارند مانند اسکرابرهای کف شوی اتوماتیک، جاروبرقی ها، دستگاه بافر کف و دستگاه های فرش شویی صنعتی که می توانند تقریباً هر نوع سطوح سخت و یا سطوح فرش شده را در زمان بسیار کمتری نسبت به روش های سنتی تمیز کنند.

کفپوش چوبی
انواع مختلفی از کفپوش چوبی بسته به اینکه موم زده، روغنی شده یا دارای روکش پلی اورتان باشند، ممکن است به مراقبت های کاملاً متفاوتی نیاز داشته باشند. شناسایی نوع پرداخت نهایی کفپوش چوبی بسیار مهم است و همیشه باید به روشی صحیح و مناسب با آن رفتار کرد. برای مثال پاک کردن موم کف چوب از سطح پوشیده شده با پلی اورتان کار دشواری خواهد بود.
دستورالعمل ساده تمیز کردن کفپوش چوبی:
همه وسایل و مبلمانی که می توان جابجا کرد را از روی کفپوش بردارید و فعلاً در جای دیگری قرار دهید.
همه خاک ها و مواد زائد دیگر را با استفاده از جاروی دستی یا جاروی برقی از روی کفپوش تمیز نمایید.
سپس کف اتاق را در امتداد کفپوش ها تِی بکشید. در مورد کفپوش پلی اورتان از آب و چند قطره مایع ظرفشویی نیز استفاده کنید. به خاطر داشته باشید، قبل از کشیدن تِی، حتماً بطور کامل آن را بچلانید و آب آن را بگیرید. تِی را در امتداد پارکت ها و در خطوط صاف به عقب و جلو حرکت دهید. از آب برای کف های لاک زده یا پوسته پوسته شده استفاده نکنید، زیرا می تواند چوب را لکه دار کند و باعث خم شدن آن شود.
در انتها کف را با یک پارچه نرم پاک کنید تا هرگونه باقیمانده صابون از بین برود. پارچه پوشک نیز برای پرداخت نهایی بسیار مناسب می باشد، زیرا بسیار نرم و جاذب است.

### کاشی و سنگ
کفپوش کاشی و کفپوش سنگ معمولاً در پله ها، حمام ها و آشپزخانه ها رایج هستند و فرایند تمیز کردن آنها را می توان به سه مرحله زیر تقسیم کرد:
اول باید خاک یا گرد و غبار را جارو کنید. برای این منظور می توان هم از جاروی دستی و هم جاروی برقی استفاده کرد.
از یک محلول یا ماده تمیز کننده کف که مناسب نوع کفپوش شما باشد استفاده نمایید. اگر می خواهید کف های سنگی مانند سنگ مرمر، تراورتن، گرانیت و غیره را تمیز کنید، حتماً توضیحات روی ماده تمیز کننده را بخوانید تا مطمئن شوید که مناسب استفاده برای سنگ باشد. یک محلول تمیز کننده کاشی اسیدی می تواند در کفهای سرامیک و چینی استفاده شود.
پس از اسپری کردن محلول پاک کننده بر روی ناحیه ای کوچک از کفپوش، از تی استفاده نمایید و زمین را تمیز کنید. سپس قسمت مرطوب را با یک پارچه، خشک نمایید.